# The Temptations with a Lot o' Soul
The Temptations with a Lot o' Soul è un album in studio del gruppo vocale statunitense The Temptations, pubblicato nel 1967.

## Tracce
- Side 1

1. (I Know) I'm Losing You (Cornelius Grant, Edward Holland Jr., Norman Whitfield) – 2:26
2. Ain't No Sun Since You've Been Gone (Grant, Sylvia Moy, Whitfield) – 2:59
3. All I Need (Frank Wilson, E. Holland, R. Dean Taylor) – 3:07
4. (Loneliness Made Me Realize) It's You That I Need (E. Holland, Whitfield) – 2:35
5. No More Water in the Well (Warren Moore, Smokey Robinson, Bobby Rogers) – 2:59
6. Save My Love for a Rainy Day (Roger Penzabene, Whitfield) (lead singer: Eddie Kendricks) – 2:56

- Side 2

1. Just One Last Look (Holland–Dozier–Holland) – 2:43
2. Sorry is a Sorry Word (E. Holland, Ivy Jo Hunter) – 2:27
3. You're My Everything (Grant, Penzabene, Whitfield) –2:57
4. Now That You've Won Me (Robinson) – 3:09
5. Two Sides to Love (Moy, Whitfield) – 2:46
6. Don't Send Me Away (Eddie Kendricks, Robinson) – 2:56